# Kazoku Robinson Hyōryūki Fushigina Shima no Flone
Kazoku Robinson Hyōryūki Fushigina Shima no Flone (яп. 家族ロビンソン漂流記 ふしぎな島のフローネ, Казоку Робінсон хьо:рю:кі фусіґі на сіма но фуро:не, укр. Флона на дивовижному острові) — аніме-серіал режисера Йосіо Курода, створений студією Nippon Animation. Є частиною серії «Кінотеатр світових шедеврів». Історія заснована на романі «Швейцарський Робінзон» швейцарського письменника Йоханна Давида Вісса.
Персонажа Флони немає в оригінальному романі, в якому сім'я Робінзонів складається тільки з батька, матері і чотирьох синів (без дочки).
Серіал був показаний у багатьох країнах Європи, де знайшов велику популярність.

## Сюжет
Десятирічна дівчинка-шибеник Флона Робінзон живе зі своєю сім'єю в швейцарському місті Берні. Їхня сім'я вже багато поколінь працює лікарями. Одного разу її батько отримує листа від свого друга з Австралії, який пропонує йому поїхати працювати лікарем в Австралію, де не вистачає лікарів. Сім'я вирішується на переїзд, але по дорозі їх корабель потрапляє в шторм і розбивається. Сім'я рятується на безлюдному острові, неподалік від якого розбився корабель. Вони будують будинок на дереві, вчаться виготовляти необхідні в господарстві предмети з підручних засобів, добувають цукор з цукрової тростини і намагаються побудувати корабель, щоб врятуватися з острова.

## Персонажі
- Флона Робінзон — головна героїня. 10 років (у 31 серії їй виповнюється 11 років). Старша дочка сім'ї Робінзонів. Через свою цікавість часто потрапляє в неприємності. Має хлопчачий характер, вміє лазити по деревах і стояти на голові. Дуже любить тварин, проявляє ініціативу з догляду за домашньою худобою. Боїться ящірок. Любить устриць і солодощі.
- Франц Робінзон — старший брат Флони. 15 років. Спершу був проти переїзду до Австралії і хотів залишитися в Берні, щоб стати музикантом, але пізніше передумав і поїхав разом зі своєю сім'єю. Любить музику, грає на гітарі, флейті, скрипці та інших музичних інструментах. На безлюдному острові він майструє саморобну арфу і грає на ній. Був боягузливим модником, але потрапивши на острів стає хоробрішим. Не любить спортивні ігри, але добре володіє рушницею, луком і стрілами.
- Жак Робінзон — молодший брат Флони. 3 роки. Плаксивий. На острові він почав колекціонувати камінчики та мушлі.
- Ернст Робінзон — батько Флони, Франца і Жака. Лікар у Берні.
- Анна Робінзон — мати Флони, Франца і Жака. 36 років (у 15 епізоді їй виповнюється 37 років). Боягузлива, але добра. Гарна господиня. Незважаючи на те, що народилася в родині фермера, боїться мишей і ящірок, а також ненавидить грозу, але завдяки її знанням у землеробстві, сім'я не боїться голоду. У Швейцарії працювала медсестрою, допомагаючи Ернсту.